# Beau Rivage
Pour plus de détails, voir Fiche technique et Distribution.
Beau Rivage est un  film français réalisé par Julien Donada.

## Synopsis
À Nice, Michel Matarasso, un flic en dépression entre dans le premier cabinet médical venu pour obtenir un arrêt maladie. Plus tard, alors qu’il se complait dans sa mélancolie, Michel découvre le corps de Sandra, une femme qui vient de se suicider chez elle.
Profondément marqué par cet évènement, l’homme va peu à peu fouiller dans le passé de la disparue pour tenter de mieux la connaître. Mais de la curiosité à l’obsession, il n’y a qu’un pas…

## Fiche technique
- Réalisateur : Julien Donada
- Scénario : Julien Donada et Christian Paigneau, d'après une idée de Julien Donada et Frédéric Guelaff
- Musique : Cvantez
- Photographie : Nicolas Guicheteau
- Son : Laurent Benaïm, Julien Ngo Trong et Xavier Marsais
- Montage : Laurence Bawedin
- Décors : Aude Buttazzoni
- Durée : 90 min
- Pays de production :  France
- Date de sortie : France : 4 janvier 2012
- Production : Local Films

## Distribution
- Daniel Duval : Michel Matarasso
- Chiara Caselli : Sandra Bandini
- Thomas Gonzalez : Marco, le frère de Sandra
- Françoise Arnoul : Marie-Hélène
- Cyril Gueï : Docteur Sosno
- Nanou Garcia : Francine Willer
- Aurélia Petit : Armelle
- Catherine Rouvel : la mère de Sandra